# Vincent DePaul Breen
Vincent DePaul Breen (* 24. Dezember 1936 in Brooklyn, New York, USA; † 30. März 2003) war ein US-amerikanischer Geistlicher und Bischof von Metuchen.

## Leben
Vincent DePaul Breen empfing am 15. Juli 1962 das Sakrament der Priesterweihe.
Am 8. Juli 1997 ernannte ihn Papst Johannes Paul II. zum Bischof von Metuchen. Der Erzbischof von Newark, Theodore McCarrick, spendete ihm am 8. September desselben Jahres die Bischofsweihe; Mitkonsekratoren waren der Bischof von Brooklyn, Thomas Vose Daily, und der emeritierte Bischof von Metuchen, Edward Thomas Hughes.
Am 4. Januar 2002 trat Vincent DePaul Breen als Bischof von Metuchen zurück.